# IVL K.1 Kurki
Die IVL K.1 Kurki war ein Schulflugzeug des finnischen Herstellers Ilmailuvoimien Lentokonetehdas.

## Geschichte und Konstruktion

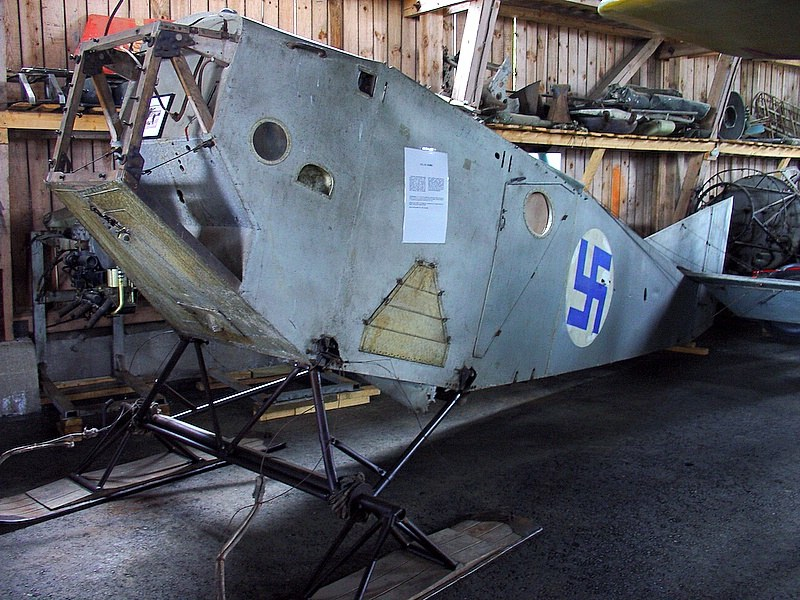
Der Rumpf des Prototyps im Luftfahrtmuseum Päijänne Tavastia in Asikkala, 2006

IVL K.1 Kurki war der Prototyp für ein viersitziges Schulflugzeug, das im Jahr 1927 von IVL entworfen wurde. Der Konstrukteur Asser Järvinen entwarf das Flugzeug als Schulterdecker mit offenem Cockpit und Spornradfahrwerk. Das Flugzeug startete am 30. März 1927 zu seinem Erstflug. Nur ein Prototyp wurde gebaut, da das Flugzeug zu schwer war und deshalb schlechte Flugeigenschaften aufwies. Die finnische Luftwaffe testete die Maschine und flog dabei lediglich 13 Stunden.

## Militärische Nutzung
- Finnland

## Technische Daten
| Kenngröße             | Daten                                                             |
| --------------------- | ----------------------------------------------------------------- |
| Besatzung             | 1                                                                 |
| Passagiere            | 3                                                                 |
| Länge                 | 7,53 m                                                            |
| Spannweite            | 12,3 m                                                            |
| Höhe                  | ? m                                                               |
| Flügelfläche          | 24 m²                                                             |
| Flügelstreckung       | 6,3                                                               |
| Leermasse             | 800 kg                                                            |
| max. Startmasse       | 1200 kg                                                           |
| Reisegeschwindigkeit  | ? km/h                                                            |
| Höchstgeschwindigkeit | 140 km/h                                                          |
| Dienstgipfelhöhe      | ? m                                                               |
| Reichweite            | ? km                                                              |
| Triebwerke            | 1 × 9-Zylinder-Sternmotor Siemens-Halske Sh 12 mit 90 kW (122 PS) |